# うとう峠

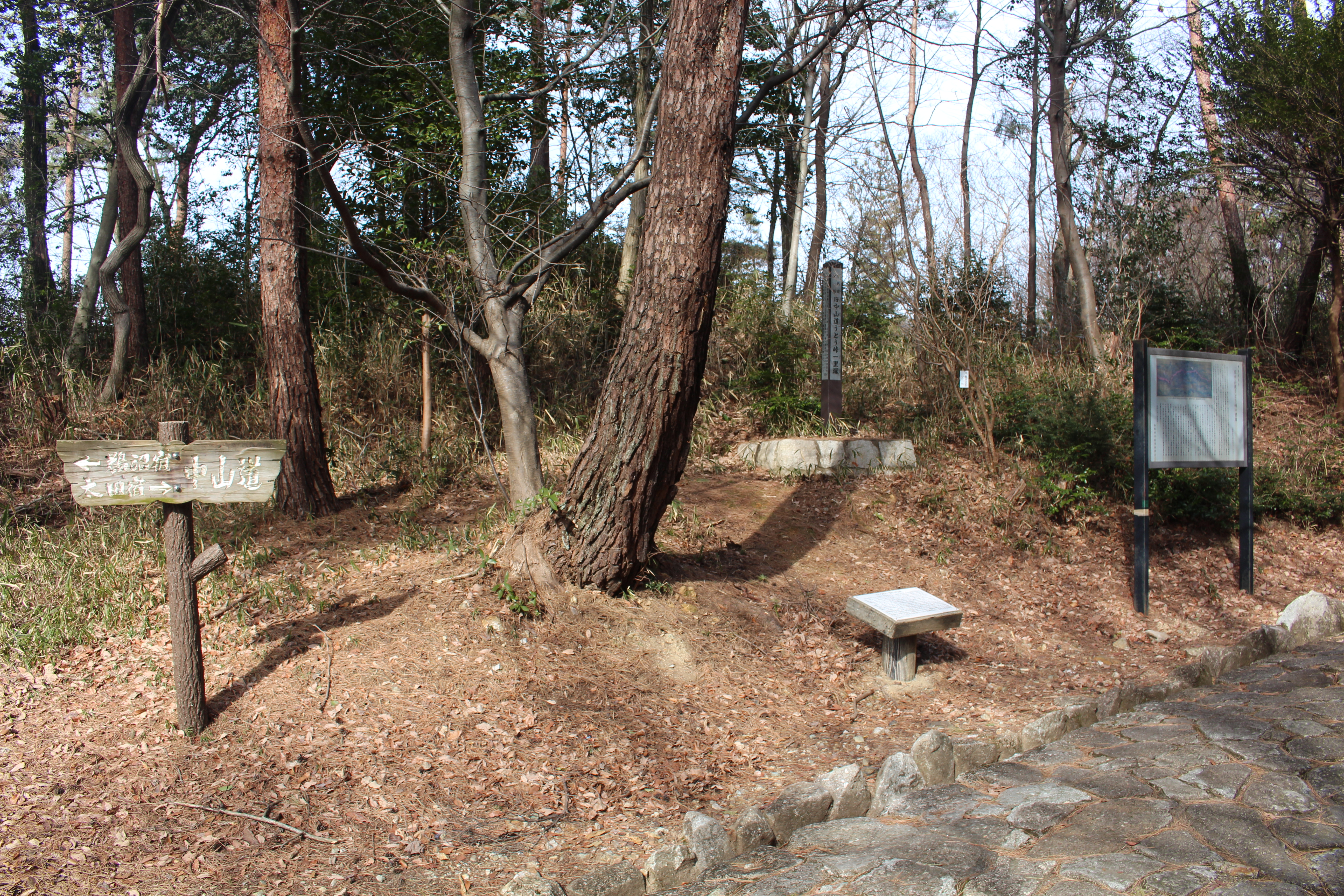
うとう峠の一里塚

うとう峠（うとうとうげ）は、岐阜県各務原市に位置する標高140mの峠。江戸時代、中山道開設時に開かれた峠であり、太田宿 - 鵜沼宿間にある。

## 概要
現在のこの区間（加茂郡坂祝町勝山 - 各務原市鵜沼）の国道21号とJR高山本線は木曽川沿いを通過するが、この付近は木曽川で削られた断崖絶壁であり、江戸時代は交通の難所であった。そのため、うとう峠が開設された。「うとう」とは「疎う」（気味の悪い）に由来する。
道は未舗装でハイキングコースである。峠付近などの一部の区間は石畳で整備されているほか、一里塚が残っている。自動車での通行は不可能。この一帯は「日本ラインうぬまの森」として整備され、自然が保護されている。
途中には展望台や「中山道いこいの広場」などの公園が整備されている。
登り口は坂祝町側と鵜沼側がある。坂祝町側は国道21号の各務原市との境界付近にあり、一旦高山本線、国道21号の橋（水路）の下を通る。鵜沼側は住宅団地（緑苑団地）になっている。